# Chalił Abżaliłow
Chalił Galejewicz Abżaliłow ros. Халил Галеевич Абжалилов (ur. 29 września 1896, zm. 18 marca 1963) – radziecki aktor pochodzenia tatarskiego, Ludowy Artysta ZSRR (1957). 
Od 1944 był członkiem WKP(b). Od 1916 występował na scenach teatralnych, był założycielem w 1919 Teatru Wschodniego w Orenburgu. Od 1928 w trupie Tatarskiego Teatru Dramatu im. Kamala w Kazaniu. Wykonywał role tragiczne i komediowe .